# Le Fleuve profond
Pour plus de détails, voir Fiche technique et Distribution.
Le Fleuve profond (深い河, Fukai kawa) est un film dramatique japonais réalisé par Kei Kumai et sorti en 1995.
Il s'agit d'une adaptation du roman Le Fleuve sacré de Shūsaku Endō, paru en 1993.

## Synopsis
Trois pèlerins japonais se rendent sur les rives du Gange en Inde à la recherche de la foi.

## Fiche technique
- Titre : Le Fleuve profond[2],[3]
- Titre original japonais : Fukai kawa (深い河?)[4],[5]
- Réalisateur : Kei Kumai
- Assistant réakisateur : Kazuo Hara
- Scénario : Kei Kumai, d'après le roman de Shūsaku Endō
- Photographie : Masao Tochizawa
- Décors : Takeo Kimura
- Montage : Osamu Inoue
- Musique : Teizō Matsumura
- Lumières : Tadaaki Shimada (ja)
- Production : Masayuki Satō (ja)
- Société de production : Aradhana Films, Shigato Film
- Pays de production :  Japon
- Langue originale : japonais
- Format : couleurs - son stéréo - 35 mm
- Durée : 130 minutes[6]
- Genre : film dramatique
- Dates de sortie :
  - Japon : 24 juin 1995[6]

## Distribution
- Kumiko Akiyoshi : Mitsuko
- Eiji Okuda : Otsu
- Hisashi Igawa : Isobe
- Kyōko Kagawa : la femme d'Isobe
- Toshirō Mifune : Tsukada
- Kin Sugai : la maîtresse de Tsukada
- Yōichi Numata : Kiguchi
- Tetta Sugimoto : Enam
- Hiroyuki Okita : Sanjyo
- Maki Shirai : la mère de Sanjyo

## Distinctions
Sauf indication contraire, les informations mentionnées dans cette section peuvent être confirmées par la base de données cinématographiques IMDb,  présente dans la section « Liens externes ».

### Récompenses
- Prix du jury œcuménique au Festival des films du monde de Montréal de 1995[3]
- Prix du public au Hawaii International Film Festival en 1997

### Nominations
- Prix de la meilleure réalisation pour Kei Kumai, de la meilleure actrice pour Kumiko Akiyoshi, de la meilleure photographie pour Masao Tochizawa et de la meilleure lumière pour Tadaaki Shimada (ja) aux Japan Academy Prize en 1996[7]